# Història de Líbia

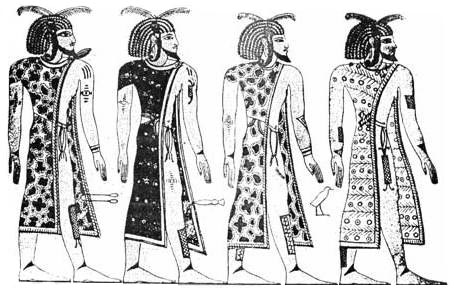
Libis antics representats pels egipcis

Líbia és el nom que van donar els africans a la fins llavors coneguda i, de manera molt particular, a la costa africana del Mediterrani. Les primeres mencions que apareixen de Líbia en la història es refereixen als guerrers libis contractats com a mercenaris per l'antic Egipte, al primer mil·lenni abans de l'era comuna. Els fenicis van establir ciutats a la part occidental de la franja costanera del que avui és Líbia, mentre que els grecs feien el mateix a la part oriental. Més tard, la franja costanera formà part de l'Imperi Romà, del Regne Vàndal de Genseric i de l'Imperi Romà d'Orient. L'any 643 la zona va caure sota domini dels àrabs. Posteriorment el territori passà a formar part, amb una relació més o menys estreta, de l'Imperi Otomà (segle XVI). El 1912 es va convertir en una colònia italiana.

## Líbia abans de la conquesta àrab

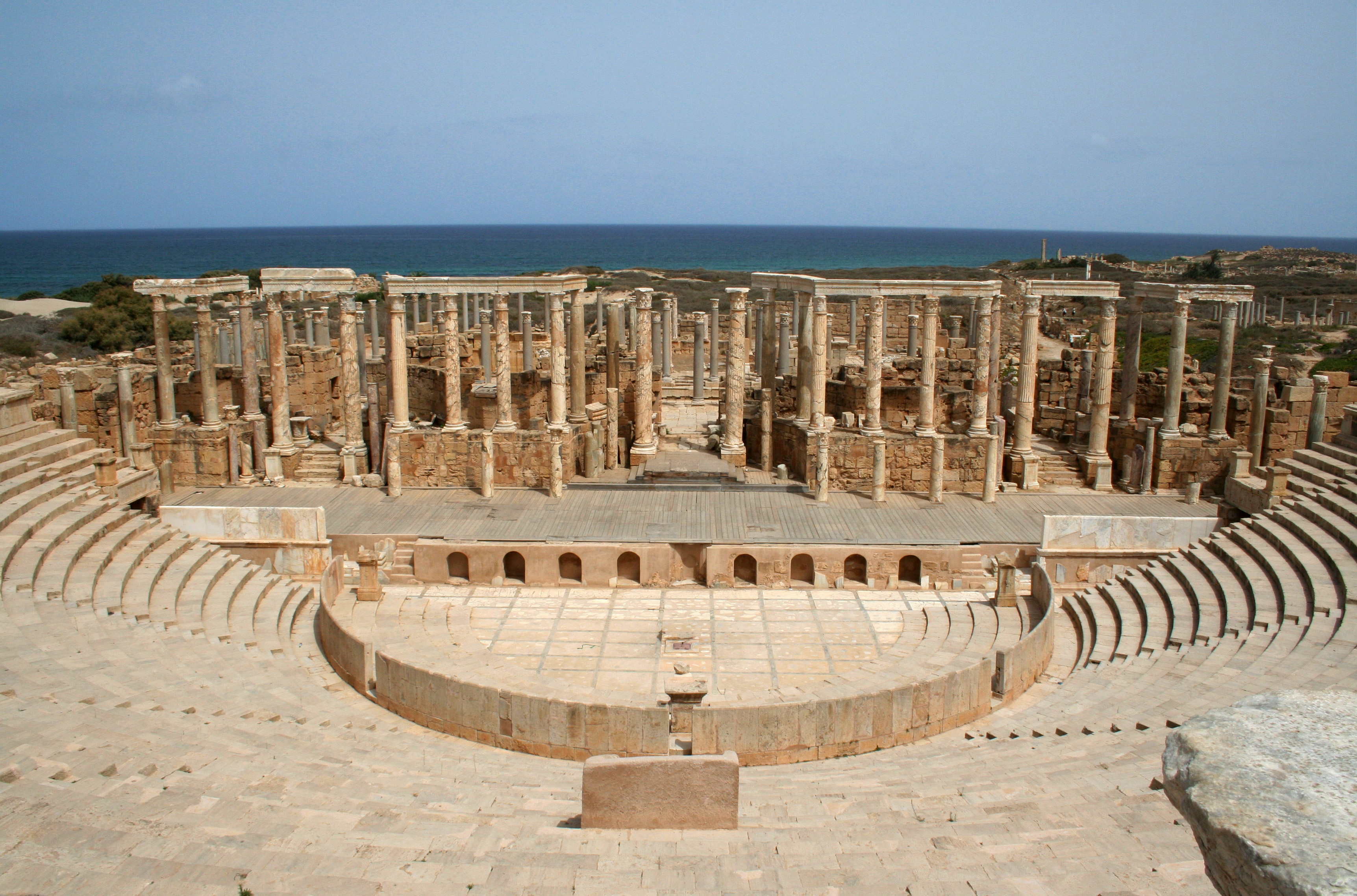
Teatre romà de Leptis Magna

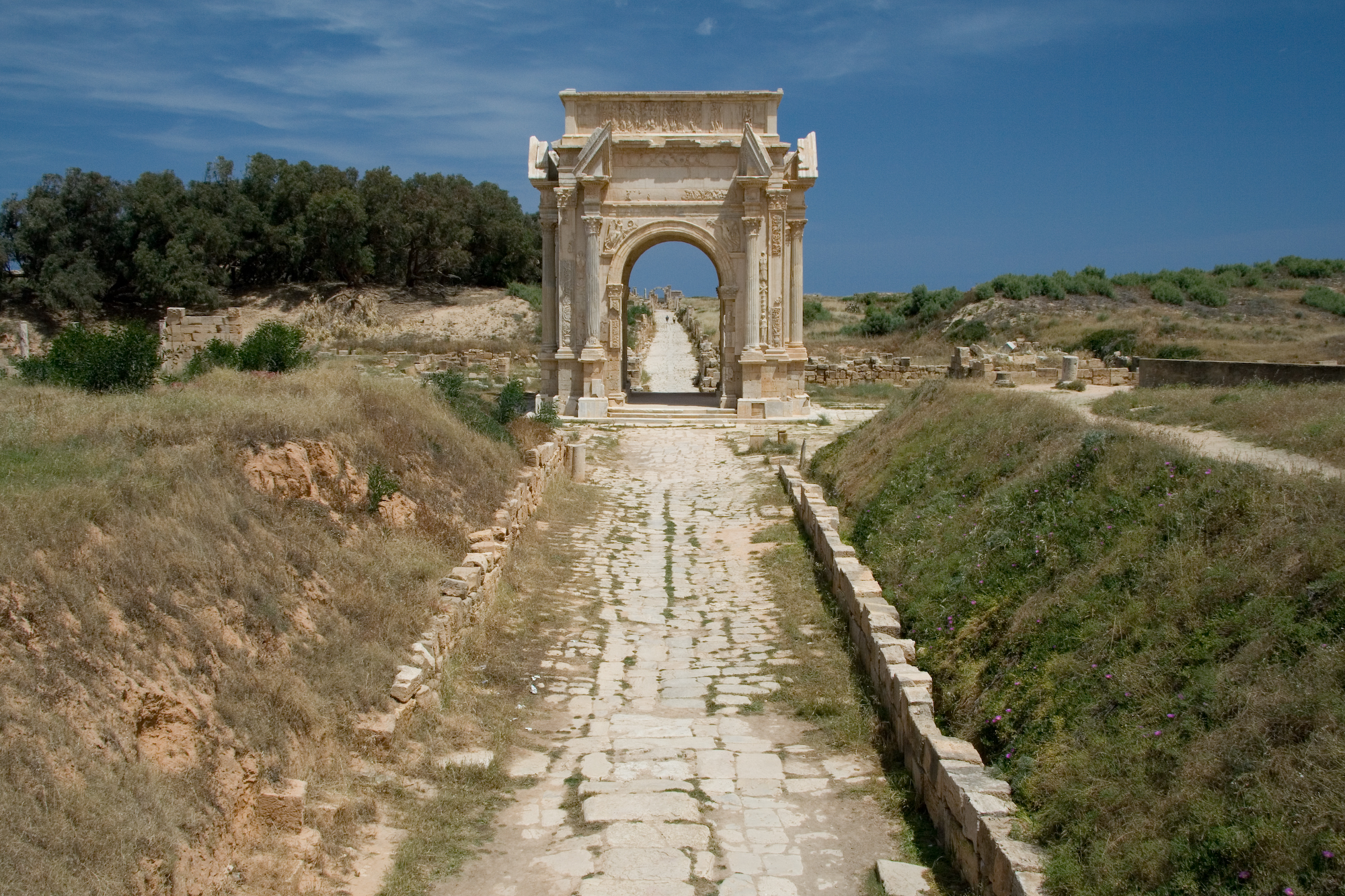
Arc de Septimi Sever a Leptis Magna

El territori de la moderna Líbia té històries separades fins a l'època romana, com la Tripolitània i la Cirenaica, ambdues a la costa. L'interior de l'actual Líbia estava en mans de tribus amazigues assentades als oasis.
La Tripolitània era originàriament un grup de colònies fenícies establertes durant el segle v aC, que després passaren a dependre de Cartago. Els fenicis van fundar a la zona tres grans colònies: Oea (actualment Trípoli), Labda (més coneguda pel nom que posteriorment li donaren els romans: Leptis Magna) i Sabrata, en una àrea que es va conèixer col·lectivament com a Trípolis (tri + polis, «tres ciutats»). Cartago i els seus territoris africans (entre els quals hi havia Trípoli o la Tripolitània, com l'anomenaven els romans) van caure sota domini de Roma als anys 140 aC durant la Tercera Guerra púnica. No obstant això, la Tripolitània no s'integrà a l'imperi, sinó que s'assignà a un aliat de Roma, el rei de Numídia. Un segle més tard, Juli Cèsar va deposar el rei de Numídia, atès que havia donat suport al seu rival Gneu Pompeu Magne en les guerres civils de Roma, i annexionà el seu territori a l'Imperi Romà, i organitzà Tripolitània com una província romana.
La importància econòmica de Trípoli venia del seu caràcter de port terminal de les rutes de caravanes que travessaven el Sàhara i unien la costa mediterrània amb el llac Txad i Tombuctú.
A l'altre costat del golf de Sirte, la Cirenaica va ser colonitzada pels grecs, abans territori de cultura egípcia, imperi del qual havia format part durant milers d'anys en diferents intervals. Alguns colons doris fundaren Cirene al segle VII aC en un fèrtil altiplà, a uns 20 quilòmetres terra endins, amb pluges regulars. Durant els següents dos-cents anys, quatre importants colònies gregues s'establiren a l'àrea: Barca (Merj), Euespèrides (més tard Berenice, actualment Bengasi), Taquira (més tard Arsínoe, actualment Tocra) i Apol·lònia de Cirenaica, el port de Cirene. Juntament amb Cirene, se'n coneixia el conjunt com Pentàpolis cirenaica. La fèrtil plana costanera on es troben pren el nom de la més pròspera de les ciutats, Cirene.
Les ciutats gregues de Pentàpolis van resistir els intents d'annexió egipcis i cartaginesos, però l'any 525 aC, l'exèrcit de Cambises II (fill de Cir el Gran, rei de Pèrsia), després de conquerir Egipte, arriba també fins a la Cirenaica, la qual va romandre sota domini egipci (governat o no aquest pels perses) durant els dos segles següents. Més tard, al 331 aC, Cirene fou conquerida per Alexandre el Gran, i s'incorpora posteriorment a l'Egipte ptolemaic. Ptolemeu VIII va llegar la Cirenaica al seu fill natural Ptolemeu Apió, el qual, a la seva mort, el 96 aC, va deixar el seu regne en herència a Roma. Cirenaica esdevé una província romana que també incloïa Creta en el 74 aC.
Independentment dels avatars polítics, l'economia i la cultura van florir a la Pentàpolis. Cirene va esdevenir un dels centres artístics i intel·lectuals del món grec. Per exemple, durant el segle iv aC hi florí l'escola cirenaica, una escola filosòfica que ensenyava una doctrina hedonista que definia la felicitat com la suma dels plaers humans, probablement prenent inspiració del suau clima de la zona.
Durant més de quatre segles, Tripolitània i Cirenaica foren pròsperes províncies romanes. Prova d'això són les imponents ruïnes de Leptis Magna (on va néixer l'emperador romà Septimi Sever), prop de l'actual Trípoli, testimonis de la vitalitat de la regió, on populoses ciutats i fins i tot ciutats més petites gaudien dels avantatges de la vida urbana, de la mateixa manera que en qualsevol altre racó de l'imperi. No obstant això, el domini romà es va circumscriure a la costa, deixant l'interior a les tribus amazigues (per exemple, fins a finals del segle i, no va ser ocupada l'àrida costa del golf de Sirte, i es permetia la comunicació per terra entre ambdues províncies). Tanmateix, ambdues zones van conservar característiques diferents: púnica la primera, grega la segona.
Sota el domini ptolemaic, s'havia creat a la Cirenaica una gran comunitat jueva, la grandària s'havia vist incrementada amb l'arribada de milers de deportats després de la fallida rebel·lió jueva contra els romans i la destrucció de Jerusalem (any 70). Al 115 els jueus de la Cirenaica es van alçar en una revolta que aviat s'estengué a Egipte i Palestina. La rebel·lió no va ser sufocada fins al 118, no sense que abans Cirene fos assaltada, saquejada i patís matances pels rebels jueus. Es va requerir un segle perquè Cirene recuperés la seva prosperitat.
Amb la partició de l'imperi el 395, la Cirenaica fou assignada a l'imperi oriental, mentre que Tripolitània en quedà dins de l'occidental. Aquesta divisió es va veure reflectida també en el terreny religiós. El cristianisme, que s'havia difós per tots dos territoris des del començament del segle ii, va tenir dos focus d'atracció. La Tripolitània quedà sota la jurisdicció del papa de Roma, i la Cirenaica sota el patriarca d'Alexandria.
Al segle v la Tripolitània fou conquerida pels vàndals, els quals, al comandament de Genseric, havien creat un potent regne amb capital a Cartago. No obstant això, els vàndals van perdre ràpidament el seu esperit guerrer i el seu regne fou destruït i conquerit pel general romà d'Orient Belisari en el següent segle (533), després d'una cara campanya militar que va llastrar els recursos de l'Imperi Romà d'Orient, que encara aspirava a aconseguir la reunificació de l'Imperi Romà. De nou, la Cirenaica i la Tripolitània estaven sota la mateixa sobirania. No obstant això, la irrupció dels vàndals havia destruït l'ordre social romà i la conquesta romana d'Orient no va poder recuperar-lo. Els romans d'Orient nomenaren governadors que van imposar asfixiants impostos per sufragar les despeses militars, mentre que les ciutats i els serveis públics van seguir la seva decadència.

## Conquesta àrab: islamització i arabització

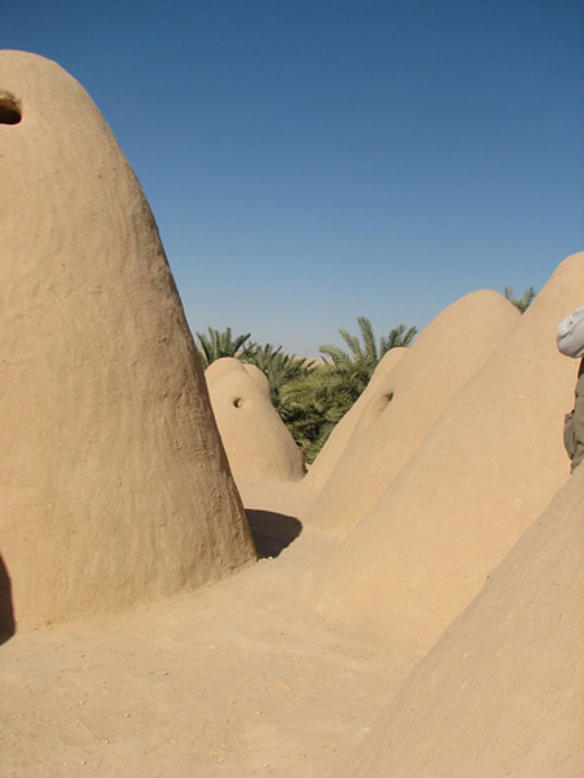
La mesquita d'Atiq, a Awjila, és la mesquita més antiga del Sàhara

Els àrabs van entrar a Líbia l'any 642 en el seu camí cap a l'oest. Aquest any, Amr ibn al-As, un general àrab del califa Úmar, conquerí la Cirenaica i hi establí les seves casernes; per als àrabs la Cirenaica va passar a anomenar-se Barqa. Dos anys després van avançar cap a la Tripolitània, on, a finals de la dècada, les aïllades guarnicions romanes d'Orient de la costa foren conquerides, i completaren el domini de la regió. Els regnes amazics de l'interior van ser conquerits el 662, no sense gran resistència. Cartago va caure l'any 693. En els segles següents, la pràctica totalitat dels habitants de la zona es convertiren a l'islam. L'idioma i la cultura àrabs van esborrar la cultura romana cristiana i gairebé la llengua amaziga (reduïda a unes poques zones). Mentre que els habitants de la Tripolitània percebien les afinitats semítiques entre àrabs i púnics, els monofisites de la Cirenaica van rebre amb els braços oberts els àrabs com alliberadors de l'opressió ortodoxa dels romans d'Orient, i dels alts imposts imperials (els regnes àrabs estenien una política de baixos imposts, compensada per elevats imposts per als no musulmans).
Després de la conquesta, el nord d'Àfrica va ser governat per una successió d'emirs, subordinats al poder del califa (primer els omeies de Damasc i després del 750, els abbàssides de Bagdad). L'any 800, el califa Harun ar-Raixid va nomenar emir Ibrahim ibn al-Àghlab, el qual va crear un emirat hereditari i formalment dependent del califa a Kairuan, que incloïa la Tripolitània (la Cirenaica va romandre en l'òrbita d'Egipte). Els aglàbides van reparar el sistema d'irrigació romà, destruït després de les conquestes àrabs per la manca de les habilitats agrícoles i organitzatives que no tenien inicialment els nous conqueridors, i van aconseguir restaurar la vitalitat de la zona.
Al final del segle ix, la tribu amaziga dels kutames es va convertir al xiïsme i va eliminar el Regne aglàbida (sunnita) l'any 909. El xiisme havia aconseguit una gran acceptació entre els musulmans no àrabs, que eren menyspreats pels àrabs que regien el califat. Els kutama adoptaren un dirigent xiïta de Síria, i el van proclamar imam del territori que havien conquerit, que incloïa la Tripolitània. Aquest és l'origen de la dinastia fatimita. Els fatimites van conquerir Egipte l'any 969 i hi traslladaren la seva capital, establiren un califat xiïta rival del sunnita de Bagdad.
Els fatimites van deixar el govern d'Ifríqiya (la part oriental del Magrib que comprèn la Tripolitània i l'actual Tunísia i Líbia) a vassalls amazics, els zírides (972). Fou una època de decadència. L'any 1049 l'emir zírida va abandonar el xiisme i va trencar amb els fatimites.

## Líbia otomana
L'any 1510 Ferran el Catòlic va conquerir Trípoli, Carles V del Sacre Imperi romanogermànic va cedir la ciutat l'any 1528 als Cavallers de Sant Joan que havien estat expulsats de Rodes pels turcs. Els cristians foren expulsats l'any 1553 per corsaris turcs d'Algèria, que actuaven en nom de l'Imperi Otomà. Istanbul mantindria una sobirania sobre la zona que es feu gairebé nominal quan l'any 1711 Àhmad Karamanli va prendre el poder i fundà la dinastia Karamanli, que es va mantenir fins als anys 1830, en què l'Imperi Otomà prengué directament el control sobre el que es va denominar el baixalat de Trípoli. L'any 1912, quan Egipte, Tunísia i Algèria estaven ja sota control del Regne Unit o de França, i l'Imperi Otomà estava ocupat amb les guerres dels Balcans, el Regne d'Itàlia conquerí el territori libi després de la Guerra italoturca.

## Colònia italiana

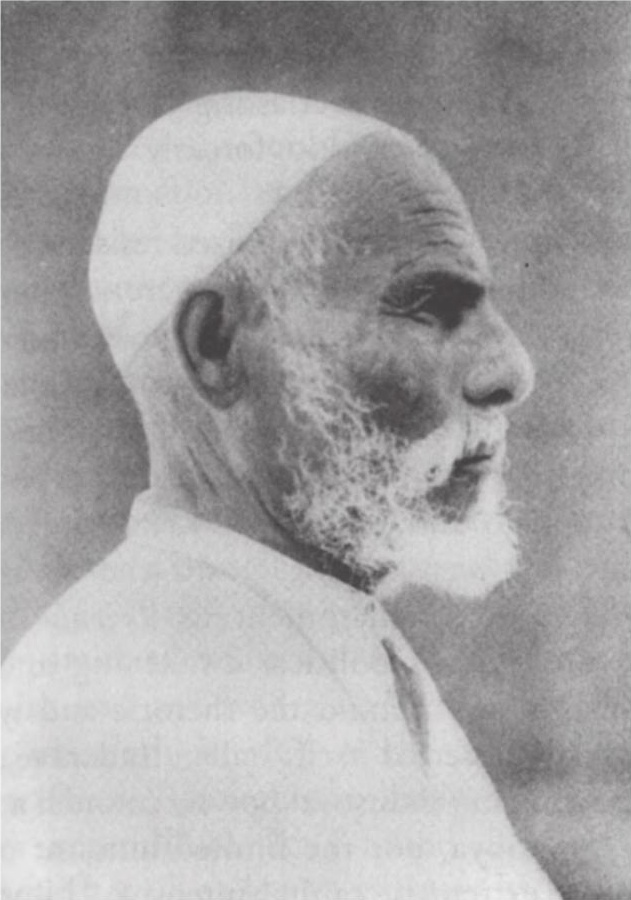
Omar Al-Mukhtar va ser el líder de la resistència líbia a la Cirenaica contra la colonització italiana

En les últimes dècades del segle xix les principals potències europees havien colonitzat la quasi totalitat del continent africà. La conferència de Berlín del 1884 havia organitzat el repartiment colonial d'Àfrica, deixant el que es consideraven les millors zones sota control de les potències de primer ordre. Itàlia, que no gaudia d'aquest estatus, havia quedat al marge del repartiment colonial.
Itàlia es va procurar a si mateixa un imperi colonial al territori libi i l'envaí l'any 1912, aprofitant d'aquesta manera la proximitat amb la península italiana i la debilitat de l'Imperi Otomà. Líbia havia estat, fins aquest moment, i a causa del desconeixement dels seus potencials recursos per part de les nacions colonials europees, sota control més o menys directe de l'Imperi Otomà, sense tenir més rellevància des del punt de vista geoestratègic.
La presència italiana es va afermar amb l'arribada al poder de Benito Mussolini a Itàlia (1922). Tanmateix, això va portar aparellat l'increment dels problemes derivats del règim colonial. Malgrat l'extremada pobresa de la major part del territori, el govern italià intentà l'assentament de colons italians, especialment de Sicília i del sud d'Itàlia.
Famílies senceres d'italians viatjaven a la recerca d'un millor futur, esperançats per la promesa de rebre terres gratuïtes per part de l'estat. Però aquestes terres no eren les millors i malgrat la proximitat amb Itàlia, eren totalment diferents, ja que eren en gran manera zones desèrtiques o semidesèrtiques. Les terres més aptes per al cultiu es troben al litoral mediterrani, de manera que les poblacions nadiues van ser desplaçades per donar espai als colons. Això provocà conflictes amb la població autòctona, que van acabar l'any 1931, data en què els Sanusis (confraria musulmana) van abandonar la resistència enfront dels italians. El cap dels Senusi era el xeic Sidi Idris, que va rebre el títol d'emir de la Cirenaica amb sobirania sobre l'oasi de Cufra.
L'any 1934 el governador Italo Balbo uní les dues colònies italianes de la Tripolitània i la Cirenaica, i creà l'anomenada Líbia italiana, els límits corresponien a l'actual Líbia. Balbo va fer prosperar la seva colònia assentant molts colons italians en viles i ciutats construïdes per a ells. El Regne d'Itàlia s'annexionà la Líbia italiana el 1939. L'any 1940 hi havia gairebé 120.000 italians a Líbia, és a dir, el 13% de la població.
Balbo també va iniciar una política d'assimilació dels àrabs de Líbia, amb la creació de nous llogarets per a ells i l'assistència mèdica obligatòria per a tots. Molts milers d'aquests libis van ingressar a les forces colonials italianes, constituïren dues divisions i fins un batalló de paracaigudistes.
Durant la Segona Guerra Mundial, es lliuraren batalles crucials en sòl libi, especialment a la Cirenaica, com la de Tobruk, que en gran manera van decidir la sort de la guerra al teatre europeu. Després d'un atac italià a Egipte l'any 1940, els contraatacs britànics van requerir la intervenció de forces alemanyes. El famós Afrika Korps manat pel general Rommel combaté als aliats dirigits per Montgomery, fins que l'any 1943 va ser finalment derrotat i les tropes de l'Eix expulsades de la costa nord-africana. En el període postbèl·lic la major part de Líbia queda sota administració britànica, excepte la zona de Fezzan, controlada per França. Durant aquests anys es va crear un petit Partit Comunista Libi.

## Primera nació emancipada d'Àfrica: Regne de Líbia

Bandera de Líbia entre 1951 i 1975.

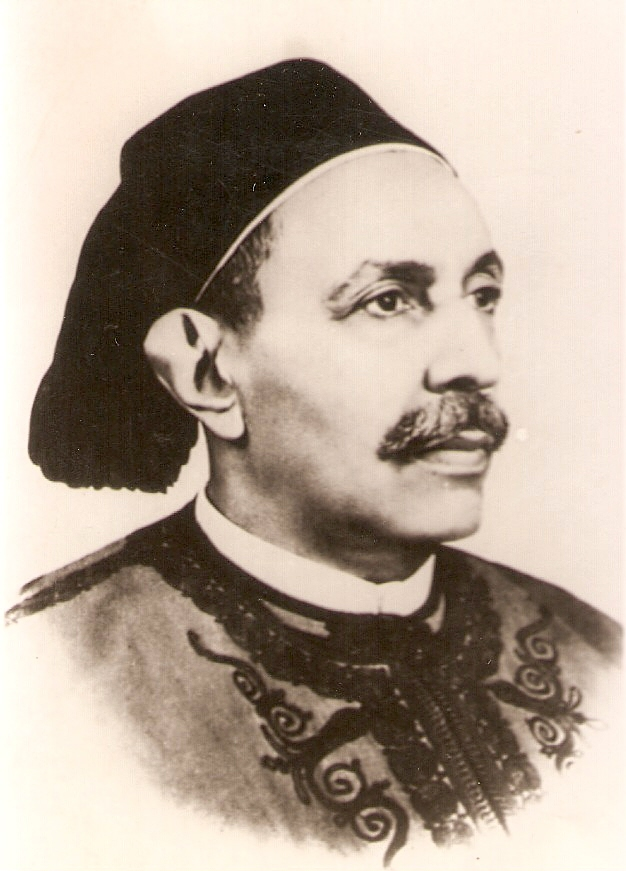
El rei Idris I

Al final de la guerra els aliats no aconsegueixen posar-se d'acord sobre el futur de l'antiga colònia italiana. Finalment, els recels entre els estats occidentals i la Unió Soviètica fan que l'ONU decideixi donar la independència al país deixant-lo en mans de sidi Idrís, xeic dels Sanusi i emir de la Cirenaica (que havia col·laborat amb els aliats durant la guerra), ell proclama una monarquia amb el nom d'Idris I de Líbia. D'aquesta manera, el Regne de Líbia es converteix en la primera colònia africana a aconseguir la independència. Aquest fet va contribuir a desencadenar les lluites per la descolonització africana.
Idris I va governar el país amb sistemes autocràtics i patriarcals. Fidel a la tradició de solidaritat amb la resta del món àrab, Líbia ingressà a la Lliga Àrab l'any 1953 i prestà ajuda als insurgents algerians durant la seva lluita per la independència de França. En política exterior, manté postures pro occidentals. L'any 1959 s'inicia l'explotació, per part de companyies occidentals, dels recursos petrolífers del país. L'economia, fins aleshores basada en el pasturatge i en una agricultura de subsistència, pateix un canvi radical. Com a conseqüència, es forma una elit privilegiada, lligada a la indústria petroliera i la incipient burocràcia estatal.
Durant la Guerra araboisraeliana del 1967, Líbia es va solidaritzar amb els països àrabs i va sol·licitar l'evacuació de les bases angleses que subsistien al territori libi. Aquest mateix any esclaten moviments vaguistes a les ciutats i a la indústria petroliera.

## Era Gaddafi:JamahiriyyaÀrab Líbia Popular i Socialista

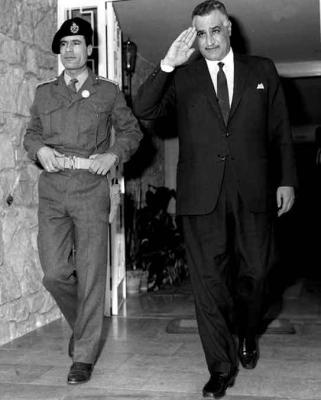
Gaddafi (esquerra) amb el president egipci Gamal Abdel Nasser el 1969

L'1 de setembre del 1969 l'ala esquerrana de l'exèrcit dona un cop d'estat i enderroca la monarquia, aprofitant que el rei es trobava de vacances a Turquia. S'instaura un Consell Militar Revolucionari, presidit per un jove i desconegut oficial, el coronel Gaddafi, que nomena un nou govern.
En el transcurs dels mesos següents, la banca és seminacionalizada (l'estat es reserva un 51% de les accions), es promulga una constitució provisional, s'exigeix la retirada de les bases militars que la Gran Bretanya i els Estats Units tenien al territori, es confisquen els béns dels ciutadans italians i israelians que hagin abandonat el país després del 1961. Al gener del 1970, Muammar al-Gaddafi ocupa el lloc de primer ministre sense abandonar el de president del Consell de la Revolució. Durant seu govern disminueix considerablement la pobresa al país fins a considerar-se pràcticament erradicada.
Gaddafi va implantar un règim de govern d'orientació socialista conegut com a jamahiriyya. Home d'origen humil (beduí), era fervent admirador de Gamal Abdel Nasser, el líder egipci amb què, després de la presa de poder, va entaular una estreta amistat. Tots dos líders professaven l'ideal del panarabisme i molt aviat es van posar a la tasca de construir la gran nació àrab. Però Nasser va morir quan la tasca tot just començava. No obstant això, Gaddafi va aconseguir crear aliances amb Egipte i Síria que portaren a la creació d'una efímera federació entre aquests tres estats, que buscava ser el germen de la unió definitiva del món àrab musulmà.
El 1970, sota amenaça de retirar la llicència a diverses companyies que explotaven aquest recurs al seu país, Gaddafi va aconseguir establir els preus del petroli que Líbia considerava justos, i elimina així la tradicional política segons la qual eren les empreses multinacionals les que fixaven els preus que pagaven als estats on realitzaven les explotacions. D'aquesta manera, Gaddafi descobreix per al món àrab el seu potencial com a potència en la geopolítica mundial. La situació generaria la crisi energètica dels anys 1970, provocada pel boicot dels països petroliers a Occident en resposta al seu suport a Israel i més endavant seria la base amb la qual es va crear l'OPEP. L'agost del 1973 va nacionalitzar el 51% del capital de totes les companyies estrangeres.
El 1976 la 22a Olimpíada Mundial de la FIDE es va realitzar a Haifa (Israel-Palestina), amb la participació de 48 estats, i la guanyaren Estats Units, Països Baixos i Anglaterra. Però en el context històric de l'època, amb el conflicte araboisraelià pel mig i antecedents com la massacre de Múnic ocorreguda durant els Jocs del 1972 en aquesta ciutat (assalt terrorista a la vila olímpica amb resultat d'11 atletes israelians, 5 terroristes palestins i un oficial de la policia alemanya morts), realitzar un esdeveniment d'aquesta magnitud precisament a Israel-Palestina no podia deixar de tenir serioses implicacions polítiques i diplomàtiques. La major potència d'escacs mundial, l'antiga Unió Soviètica, va decidir no participar-hi. El món àrab, per la seva banda, no sols va boicotejar la competició oficial de Haifa sinó que, a més, convocà la seva pròpia Olimpíada "no oficial" a Trípoli, Líbia (certament, una "olimpíada contra Israel"), a la qual van acudir 37 estats, entre ells El Salvador, que es va situar en primer lloc, seguit de Tunísia, Pakistan, l'Iraq, Itàlia, Portugal, Uruguai, Turquia i l'Afganistan. Dada interessant és que Filipines va ser l'únic país que va enviar un equip a cada esdeveniment.
Defensor del panarabisme i de l'islam, Gaddafi va fer costat a diversos moviments armats que van recórrer sovint al terrorisme contra estats occidentals. El Departament d'Estat dels Estats Units va publicar el 1979 una llista d'estats sospitosos de donar suport al terrorisme, Líbia sempre estava en el punt de mira de Washington.
Els anys 1980 estan marcats pel seu intervencionisme a l'Àfrica, la seva guerra amb el Txad (estat sostingut i mantingut per França) i sobretot pel seu enfrontament amb els Estats Units.
El 1981 es van trencar les relacions diplomàtiques entre els dos estats quan el president Ronald Reagan va prohibir els viatges al país nord-africà i va tancar la seva ambaixada a Washington DC, al maig d'aquest any. El 1982 Estats Units va prohibir les importacions de cru libi i l'exportació dels seus productes a aquesta nació.
La primera acció d'ofensiva militar dels Estats Units fou el bombardeig de Líbia a les ciutats de Trípoli i Bengasi, el 15 d'abril del 1986, ordenat per Reagan. L'atac es va centrar en blancs militars o terroristes, allunyats de zones urbanes per no danyar els civils i minimitzar els danys col·laterals. Així, foren blancs prioritaris el camp d'entrenament de terroristes d'Al Jamahiriya, l'aeroport de Trípoli, les casernes d'Al'Aziziyah, seu del maneig de les Forces aèries líbies i residència temporal de Muammar al-Gaddafi, el port militar de Sidi Balal i la base aèria de Benina.
Líbia va millorar les seves relacions amb alguns països àrabs, com Síria i Tunísia l'any 1987, encara que la tensió es va aguditzar amb els Estats Units. Després de la negativa de Gaddafi a lliurar els dos agents libis sospitosos de l'atemptat contra un avió nord-americà de Pa Am quan sobrevolava Lockerbie (Escòcia, Regne Unit), el 1988, en què van morir 270 persones, de les quals 189 eren nord-americanes. Aquest mateix any millora les seves relacions amb l'OAP.
Els intents d'assolir la unió amb els països del Magrib (Tunísia, Algèria i el Marroc) es van saldar amb recurrents fracassos, fins que Líbia es va adherir a la Unió del Magrib Àrab (UMA) el 1989. També es va relacionar a Líbia amb la bomba que esclatà en un DC-10 de la companyia francesa UTA, el 19 de setembre del 1989 quan sobrevolava el desert del Níger.
El gener del 1992 el Consell de seguretat de l'ONU aprova la resolució 731 que exigia el lliurament dels sis acusats pels esmentats atemptats i dos mesos després la 748 que establia un bloqueig aeri total contra Líbia i l'embargament d'armes, mentre no es complís aquella resolució.
L'11 de novembre del 1993 l'ONU va decidir aprovar un nou paquet de sancions econòmiques. Aquesta resolució, la 883, suposà l'enduriment de les anteriors amb el tancament de les oficines de les Línies Aèries líbies a l'estranger, la congelació dels seus recursos financers en bancs estrangers i la reducció del personal diplomàtic.
Estats Units va aprovar una llei, coneguda com a Llei D'Amato-Kennedy (1996), que imposava càstigs a les empreses nord-americanes o estrangeres que realitzessin inversions en el sector energètic de Líbia o de l'Iran o que violessin l'embargament comercial imposat per l'ONU.
El 1997 Líbia inicia el seu programa nuclear secret, amb l'ajuda del científic pakistanès Abdul Qadeer Khan. A inicis del 2004, Urs Tinner, amb el seu germà, Marc, i el pare, Friedrich, els tres enginyers, foren detinguts per les autoritats suïsses, acusats de lliurar a Líbia material destinat a la fabricació de centrifugadores per produir urani enriquit. La família Tinner va mantenir contacte estret amb Abdul Qadeer Khan, pare de la bomba nuclear del Pakistan i cap d'una xarxa de mercat negre que subministrà a l'Iran i a Líbia tecnologia atòmica. Dues empreses suïsses van exportar material a Khan per realitzar el seu projecte nuclear al Pakistan. D'altra banda, Urs Tinner va reconèixer haver tingut un paper en el cas de la confiscació del material nuclear amb destinació a Líbia. És a dir, haver estat informant de la CIA. Fonts de la intel·ligència nord-americana asseguren que Urs Tinner fou reclutat per la CIA al voltant del 2000. Les centrifugadores que es dirigien de Malàisia a Líbia, van ser confiscades a la drassana de Tarent (Itàlia). Aquest fet portà el govern de Trípoli a admetre el seu programa atòmic clandestí, i a haver-lo d'abandonar després (el 2004).

### Restabliment de relacions amb Líbia

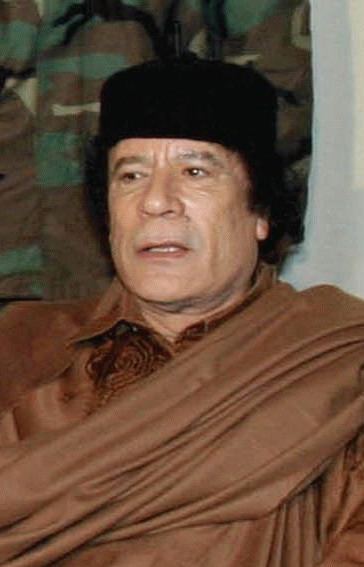
Muammar al-Gaddafi

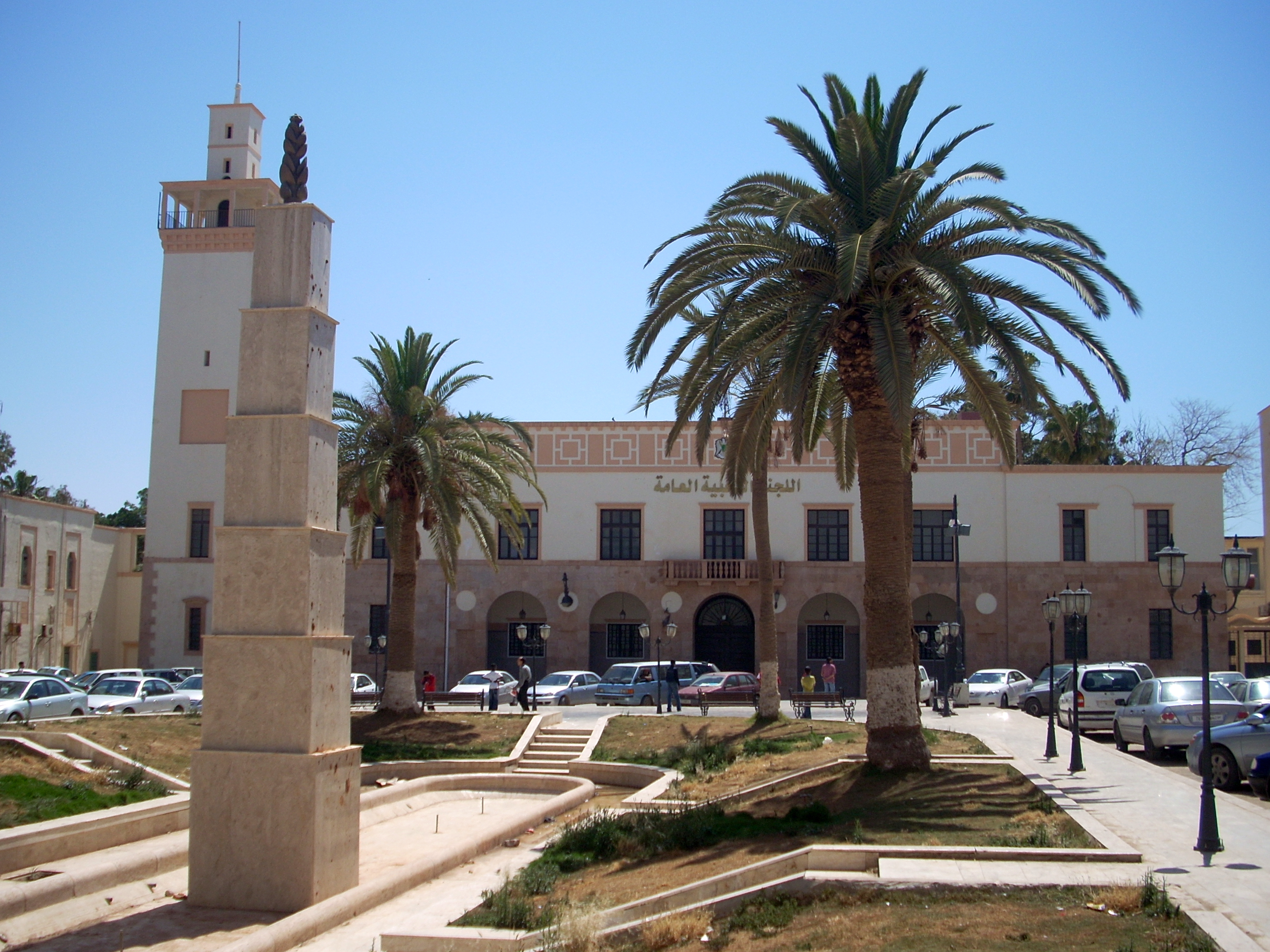
Vista del Comitè Popular General a Bengasi

Després de pressions internacionals i de la intervenció de qui va ser president sud-africà Nelson Mandela, el govern de Trípoli acceptà que el 5 d'abril del 1999 els dos agents libis, Abdel Baset al Megrahi i Al Amin Khalifa Fhemah, acusats de l'atemptat de Lockerbie (Escòcia), fossin jutjats a La Haia per un tribunal escocès. El mateix dia l'ONU anuncià la suspensió de l'embargament. Líbia va acudir com a convidada el 15 d'abril del 1999 a la III Conferència Euromediterrània de ministres d'Exteriors a Stuttgart (Alemanya).
El Ministeri britànic d'Exteriors anuncià el 7 de juliol del 1999 que el Regne Unit reprendria les relacions diplomàtiques amb Líbia després de quinze anys de ruptura, després de la col·laboració prestada pel govern de Líbia en l'aclariment de la mort d'una policia britànica a les portes de l'ambaixada líbia a Londres el 1984.
El 13 de setembre del 1999, els ministres d'Afers Estrangers de la Unió Europea van suspendre les mesures restrictives preses contra Líbia. El 2 de desembre d'aquest any el primer ministre italià Massimo D'Alema va mantenir a Trípoli una entrevista amb Gaddafi, primera amb un líder occidental des del 1992. El diàleg es va saldar amb el compromís libi de negar ajuda i protecció als responsables d'actes terroristes.
El març del 2001 es va formar oficialment la Unió Africana, durant una cerimònia duta a terme a la ciutat líbia de Sirte. L'agost del 2001, Estats Units prorrogà la llei D'Amato per cinc anys, si bé al mes següent Gaddafi condemnava els atemptats de l'11 de setembre a Nova York i Washington DC.
El 28 de maig del 2002, el govern libi va oferir 2.700 milions de dòlars per indemnitzar les famílies de les 270 víctimes de l'atemptat de Lockerbie, i un any després va acceptar la responsabilitat civil en aquesta acció terrorista.
El 12 de setembre del 2003 el Consell de Seguretat de l'ONU aprovà l'aixecament formal de les sancions imposades a Líbia el 1992, que incloïen l'embargament aeri, d'armes i d'equipament industrial.
El 17 de setembre del 2003 el president del Govern d'Espanya, José María Aznar, inicià una nova etapa de visites de mandataris europeus a Líbia. Aznar viatjà acompanyat del secretari d'Estat de Comerç, Francisco Utrera, i d'una delegació d'alts directius de 28 empreses espanyoles dels sectors de turisme, alimentació, hidrocarburs, construcció, ferrocarrils, sanitat i educació, sectors que els tècnics del Ministeri d'Economia consideraven de major interès en el mercat libi. Al marge de l'entrevista personal amb Muammar al-Gaddafi, un dels actes fonamentals del viatge oficial seria la celebració d'una trobada empresarial, que presidiria el mateix José María Aznar amb el primer ministre libi, Sukri Gahnen, i en què els empresaris espanyols negociarien acords de cooperació, d'inversió i comercials amb aquest país nord-africà.
El 19 de desembre del 2003, el president nord-americà George W. Bush anuncià el compromís del líder libi Muammar al Gaddafi d'abandonar els seus programes de desenvolupament d'armes de destrucció massiva (programes i activitats químics, biològics, nuclears i de míssils balístics d'aquest país), i permetria als inspectors internacionals entrar al país incondicionalment.
El 9 de gener del 2004 el govern libi i els familiars de les 170 víctimes de l'atemptat a l'avió de la companyia UTA el 1989 van signar a París un acord d'indemnització, i això va obrir la porta a la normalització dels llaços entre París i Trípoli (Líbia).
Al mes següent, el govern dels Estats Units anunciava l'aixecament de diverses de les sancions imposades a Líbia.
El març del 2004 la Comissió per a la Veritat i la Reconciliació de Sierra Leone estableix que Líbia i Libèria havien ensinistrat i donat suport als rebels del Front Revolucionari Unit (FRU), la sagnant guerrilla que entre 1991 i 2001 va desafiar l'autoritat del govern d'aquest país. En aquest conflicte van morir 50.000 persones. Líbia va ser condemnada per l'ONU a pagar compensacions al govern de Sierra Leone.
El 25 de març del 2004, Tony Blair visita Trípoli i s'entrevista amb Gaddafi. És el segon primer ministre britànic que visita el territori de Líbia, abans ho havia fet Winston Churchill quan el territori era administrat per la Gran Bretanya. Coincidint amb la visita de Blair, la Royal Dutch Shell va anunciar que havia establert un contracte amb la petroliera estatal de Líbia.
L'última setmana d'abril, Gaddafi visità Brussel·les i es va reunir amb funcionaris europeus encapçalats per Romano Prodi. Va ser el seu primer viatge a Europa en 15 anys i la comprovació que Occident ha canviat la seva posició davant el règim libi a causa de la nova política de portes més obertes a les multinacionals occidentals.
El 28 de juny William Burns, membre del govern dels Estats Units, inaugurà formalment la nova Oficina de Contacte dels Estats Units a Trípoli i el restabliment de relacions diplomàtiques directes. George W. Bush va enviar una carta a Gaddafi en què elogiava la cooperació de Líbia al desmantellat dels arsenals prohibits i en el procés de portar les relacions bilaterals a un nivell esperat. A més, expressava el seu compromís de col·laborar amb el règim libi per normalitzar els llaços polítics, econòmics, comercials i culturals, mentre que Líbia no sols paralitzava els seus programes militars secrets, sinó que donava informació sobre la col·laboració amb altres països i xarxes de distribució en matèria d'armes nuclears, químiques i biològiques.
L'agost del 2004 Líbia va anunciar que pagaria 35 milions de dòlars a més de 160 persones afectades per l'atemptat terrorista contra la discoteca berlinesa "La Belle", l'any 1986, del qual els tribunals alemanys van responsabilitzar els serveis secrets libis.
L'11 d'octubre els ministres de Relacions Exteriors de la Unió Europea van acordar aixecar l'embargament d'armes que havien imposat a Líbia 18 anys enrere.
El 15 d'octubre el canceller d'Alemanya Gerhard Schroeder arriba a Líbia en visita oficial. És la primera vegada en la història que un canceller alemany visita Líbia i fou possible gràcies al fet que el govern libi havia pagat el primer desemborsament de la compensació a les víctimes de "La Belle". Alemanya és el segon soci comercial de Líbia. Per això en aquesta gira el canceller alemany va estar acompanyat per empresaris del seu país, especialment interessats en contractes de transport i per a la construcció d'infraestructura turística, així com el negoci del petroli. De fet, Líbia subministra una mica més del 10% del cru importat per Alemanya i se situa en el quart lloc entre els seus proveïdors, després de Rússia, Noruega i Gran Bretanya.
L'any 2006 Estats Units va treure a Líbia de la llista de països que donen suport al terrorisme.
El 5 de setembre del 2008 la secretària d'Estat dels Estats Units, Condoleeza Rice, arriba a Trípoli en una visita històrica, la primera visita d'una alta funcionària nord-americana a Líbia des de feia 56 anys, 40 d'ells amb Gaddafi al poder.
El 23 de desembre del 2008, el rei espanyol Joan Carles I, va començar a Trípoli el seu primer viatge a Líbia. El viatge del rei va respondre a una invitació del líder libi Muammar al-Gaddafi, la visita a Espanya el desembre del 2007 va marcar un abans i un després en les relacions polítiques i econòmiques entre els dos estats.
La relació del coronel Gaddafi amb els països occidentals ha experimentat un canvi radical en els últims anys, motivat per la nova actitud del líder libi davant del terrorisme i pel seu compromís d'abandonar la producció d'armes de destrucció massiva i acceptar la visita d'inspectors internacionals. Un altre gest de bona voluntat per part de Gaddafi fou acceptar l'extradició de les sis infermeres búlgares que havien estat condemnades a mort a Líbia per la seva suposada participació en la infecció de sida a 400 nens en un hospital.
Tot això tingué com a conseqüència la integració progressiva de Líbia a la comunitat internacional, així com la rehabilitació de Gaddafi.

## Guerra civil i rebel·lió del 2011

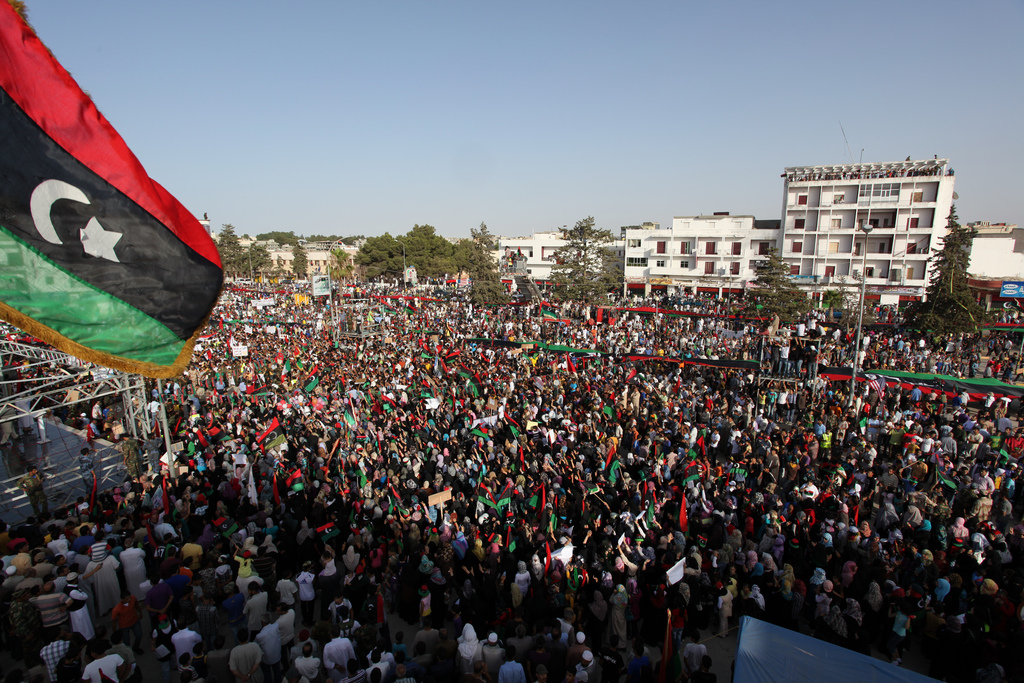
Manifestacions a Al Bayda a favor de la rebel·lió

La Guerra Civil líbia o Revolució líbia del 2011 començà com una sèrie de protestes i confrontacions a l'estat de Líbia, al nord d'Àfrica, contra Muammar al-Gaddafi, que portava 42 anys com a home fort del govern de Líbia. Va ser un conflicte internacional en territori libi iniciat al febrer del 2011. Va enfrontar el govern de Muammar al-Gadaffi contra els seus opositors, i tingué com a context històric la Primavera Àrab. La guerra té els seus orígens en la repressió de manifestacions i protestes, en què el règim de Gaddafi va arribar a fer ús de l'aviació.
La revolta i el control d'algunes ciutats pels manifestants derivà en un enfrontament armat. Posteriorment, després de la confirmació que les mesures preses pel govern libi per recuperar el control atemptaven contra els drets civils i la seguretat de la població civil, va intervenir una aliança de països emparats en una resolució de les Nacions Unides. Aquesta intervenció va acabar el 31 d'octubre de 2011, tan bon punt el Consell de Seguretat de l'ONU per unanimitat anul·lés la resolució que permetia la intervenció a causa de la victòria rebel.
En els primers quatre mesos de guerra civil, segons el cap d'una delegació del Consell de Drets Humans de les Nacions Unides, s'haurien produït entre deu i quinze mil morts en tots dos bàndols, i es constataren casos de violència sexual i crims de guerra comesos principalment per les forces lleials a Gaddafi.
La guerra va finalitzar amb la derrota del règim de Gaddafi, la seva mort, i el control total del país per part dels rebels i revolucionaris del Consell Nacional de Transició fins a dissoldre's a l'agost de 2012; tanmateix, això no significà la fi de la violència al país.